# Bekenntnisse eines Economic Hit Man
Bekenntnisse eines Economic Hit Man (engl. Confessions of an Economic Hit Man) ist ein autobiografisches Buch von John Perkins aus dem Jahr 2004. Es wurde im Jahr 2007 verfilmt.

## Inhalt
Die Publikation befasst sich mit der Geschichte der Karriere des Autors bei der Beraterfirma Chas. T. Main (heute Teil der Parsons Corporation). Bevor er durch dieses Unternehmen angestellt wurde, führte er ein Bewerbungsgespräch mit der US-amerikanischen National Security Agency (NSA). Perkins behauptet, dieses Interview sei im Endeffekt eine unabhängige Sicherheitsüberprüfung gewesen, die zu seiner anschließenden Einstellung durch  Einar Greve, einen Mitarbeiter der Firma (und angeblichem NSA-Verbindungsmann, was Greve allerdings bestreitet), führte, um – nach eigener Beschreibung – ein „Economic Hit Man“ (EHM) zu werden.
Laut seinem Buch bestand Perkins’ Funktion darin, die politische und wirtschaftliche Führungselite unterentwickelter Staaten dazu zu bringen, enorme Entwicklungshilfekredite von Institutionen wie der Weltbank und der United States Agency for International Development (USAID) aufzunehmen. Belastet mit riesigen Schulden, die sie nie zurückzuzahlen erhoffen konnten, waren diese Länder gezwungen, sich bei den verschiedensten Gelegenheiten dem politischen Druck der USA zu beugen. Perkins beschreibt, wie die Entwicklungsländer effektiv politisch neutralisiert wurden und ihre Einkommens- und Vermögensdisparität (Gini-Koeffizient) immer weiter heraufgetrieben wurde. Diese Strategie schädigte auf Dauer die Wirtschaft dieser Staaten. Perkins erzählt von seinen Treffen mit verschiedenen prominenten Persönlichkeiten, unter anderen Graham Greene und Omar Torrijos. Der Autor beschreibt die Rolle eines EHM wie folgt:

„Economic hit men (EHMs) sind hochbezahlte Profis, die Länder rund um den Erdball um Billionen von Dollars betrügen. Sie schleusen Geld von der Weltbank und der U.S. Agency for International Development (USAID), sowie anderer Auslands-„Hilfs“-Organisationen in die Kassen großer Konzerne und die Taschen einiger reicher Familien, die die natürlichen Ressourcen der Erde kontrollieren. Ihre Werkzeuge schließen gefälschte Bilanzen, gefälschte Wahlen, Provisionen, Erpressung, Sex und Mord ein. Sie spielen ein Spiel, das so alt ist wie der Imperialismus, das jedoch in Zeiten der Globalisierung neue und furchtbare Dimensionen angenommen hat.“

Das Nachwort der englischen Auflage 2006 enthält eine Kritik des derzeitigen Schuldenerlasses der Dritten Welt durch die G8-Staaten. Perkins beklagt, dass die vorgeschlagenen Bedingungen für diesen Schuldenerlass diese Länder zwingen, ihre Gesundheits-, Bildungs-, Energieversorgungs-, Wasser- und andere Infrastrukturen an Privatkonzerne zu verkaufen. Diese Länder müssten auch ihre Subventionen für einheimische Betriebe einstellen, andererseits aber die Weiterführung der Subventionen an einige G8-Betriebe durch die USA und andere G8-Staaten akzeptieren, außerdem die Errichtung von Handelsbarrieren auf Importe, die G8-Industrien bedrohen. Die Ereignisse in Bolivien und Tansania werden als Beispiele der Effekte dieser vorgeschlagenen Bedingungen angeführt.

## Rezeption
Jim Garrison, der mit Michail Gorbatschow das State of the World Forum gründete, merkte an:

„Jeder, der weiß, wie die Weltbank oder der internationale Währungsfonds arbeiten, könnte bestätigen, dass das, was John Perkins in seinem Buch beschreibt, grundsätzlich stimmt. Es gibt einen Grund, warum unsere Entwicklungshilfe und der ganze Einsatz von Weltbank und Währungsfonds die Lage verschlimmert und nicht verbessert: Alles ist so konstruiert, nicht den Ärmsten zu helfen, sondern diese Länder einfach zu benutzen, um westliche Unternehmen weiter zu bereichern. So läuft der Hase.“

Das Deutschlandradio schreibt:

„Wüsste man nicht inzwischen so viel über die illegalen Aktivitäten der US-Geheimdienste zur Destabilisierung von Regierungen, zum Sturz von missliebigen Staatschefs, würde man die Bekenntnisse dieses so genannten Economic Hit Man, also Wirtschaftskillers, auf den großen Haufen von Verschwörungstheorien packen. […] Herausgekommen ist ein engagiertes Schuldbekenntnis, bisweilen arg simplifizierend, moralisierend, generalisierend. Statt konkreter und neuer Beweise: Bekenntnisse und seitenlange Aufzählungen längst bekannter, andernorts bereits abgedruckter Hintergründe. Trotz vieler Details fehlen die wirklich harten Fakten, sensationelle Enthüllungen sucht man vergebens. Man muss ihm glauben - oder auch nicht.“

Die Deutsche Welle urteilt:

„Von einem Insider aber könnte man stattdessen doch etwas mehr Details über die beschriebenen Kreditgeschäfte erwarten. Aber eine Analyse der ökonomischen Grundlage seines Tuns liefert Perkins nicht. Auch mit sensationellen Enthüllungen kann er nicht aufwarten. Vielleicht ist dies auch dem Umstand geschuldet, dass weder Perkins noch sein Verlag Spaß haben, horrende Schadenersatzforderungen zu zahlen. Wer die Dinge im Ungefähren lässt und sich auf veröffentlichte Quellen beruft, kann kaum belangt werden. Eine Urlaubslektüre für die, die dachten, Entwicklungspolitik sei im Prinzip von edlen Motiven getragen und würde manchmal wegen handwerklicher Fehler scheitern. Wer diese Illusion schon verloren hat, für den bringt das Buch nicht viel Neues.“

## Ausgaben
- Confessions of an Economic Hit Man. Berrett-Koehler Publishers, 2004, ISBN 0-452-28708-1
- Bekenntnisse eines Economic Hit Man. Unterwegs im Dienste der Wirtschaftsmafia. Aus dem Englischen von Hans Freundl und Heike Schlatterer. Riemann, München 2005, ISBN 3-570-50066-7; Goldmann, München 2007, ISBN 978-3-442-15424-1
- The New Confessions of an Economic Hit Man. Berrett-Koehler Publishers, 2016, ISBN 978-1626566743 – erläutert in 14 weiteren Kapiteln sowie in Form einer 30 Seiten-Liste Hit Man-Aktivitäten von 2004 bis 2015.

## Film
- Apology of an Economic Hit Man. Regie und Drehbuch: Stelios Kouloglou. Griechenland 2007[4]